# Adrian Ursea
Adrian Dante Ursea (* 14. September 1967 in Slobozia) ist ein rumänischer Fußballtrainer und früherer Fußballspieler.

## Leben
Adrian Ursea besuchte die Schule in Ploiești und begann anschließend ein Studium als Ingenieur für Öl- und Gastechnologie an der Öl- und Gasuniversität Ploiești. Er machte 180 Spiele in der rumänischen obersten Spielklasse für Petrolul Ploiești. Sein Studium brach er nach der rumänischen Revolution 1989 ab, um seine Fußballerkarriere im Ausland fortzusetzen. Er spielte beim FC Locarno, bei CS Chênois, FC Bulle, Stade Nyonnais, FC Fribourg und  FC Vevey. Später arbeitete er als Trainer und war für kurze Zeit Sportdirektor.
Von 2016 bis 2018 war er Trainerassistent von Lucien Favre beim OGC Nizza in der französischen Ligue 1. Von Dezember 2020 bis Juni 2021 war Ursea als Cheftrainer von Nizza im Einsatz.